# Гулусса
Гулусса (др.-греч. Τολόσσης, Τολοσσῆς; II век до н. э.) — царь Нумидии, второй из сыновей Массиниссы. Когда после смерти Массиниссы Сципион Эмилиан в 149 году до н. э. разделил власть в Нумидии между тремя наследниками, Гулусса, «который был воинственным», получил в своё ведение внешнеполитическую сферу. В последующие годы царь принимал участие в Третьей Пунической войне на стороне Рима.
Дата смерти Гулуссы неизвестна: в источниках сообщается только, что он умер от болезни.
У Гулуссы был сын Массива, претендовавший на нумидийский престол.